# Zajedničko vijeće općina
Zajedničko vijeće općina (srp. ćir. Заједничко веће општина), izabrano je sui generis tijelo koje usklađuje interese srpske etničke zajednice u istočnoj Slavoniji, Baranji i zapadnom Srijemu na području Osječko-baranjske i Vukovarsko-srijemske županije, koordinira prava i daje inicijative i prijedloge prema institucijama vlasti. Vijeće je osnovano u razdoblju po okončanju Domovinskog rata kao dio napora međunarodne zajednice ka postizanju mirnog rješenja sukoba u hrvatskom Podunavlju. Pravo srpske zajednice na osnivanje vijeća općina bilo je jedna od izričitih odredbi Erdutskog sporazuma koji je omogućio i osnivanje prijelazne uprave UNTAES-a.
Zajedničko vijeće općina nije autonomna teritorijalna upravna jedinica, već oblik kulturne samouprave usklađen s relevantnim hrvatskim i međunarodnim propisima. Tijelo je jedno od osnivača Srpskog narodnog vijeća, nacionalne koordinacije Srba u Hrvatskoj.

## Naziv
Erdutski sporazum zajamčio je pravo na osnivanje zajedničkog vijeća općina u članku 12. gdje je vijeće izričito spomenuto. Kako se radilo o dokumentu koji su kao mirovni sporazum pohranili i Ujedinjeni narodi, tekst sporazuma je preveden i na sve službene jezike UN-a. Erdutski sporazum nije izričito odredio naziv tijela pa tako engleska verzija malim slovima spominje joint council of municipalities, francuska samo un conseil de municipalités, španjolska navodi consejo conjunto de municipios, a ruska npr. объединенный совет муниципалитетов. Odluka Vlade Republike Hrvatske o osnivanju Zajedničkog vijeća općina od 15. listopada 1998. donosi i osnivački akt koji u prvoj točki koristi dulji naziv Zajedničko vijeće općina istočne Slavonije, Baranje i zapadnog Srijema. U praksi je ipak prihvaćen kraći naziv Zajedničko vijeće općina koji je opis iz Erdutskog sporazuma pretvorilo u naziv koji se danas koristi i službeno. Povremeno se, no znatno rjeđe i uglavnom senzacionalistički, u medijima i među desnim kritičarima govorilo i o tzv. Srpskom vijeću općina, Zajedničko vijeće općina Srba u Hrvatskoj i slično.

## Povijest

### Kontekst
Tijekom 1991. i 1992. godine na području hrvatskog Podunavlja uspostavljena je samoproglašena Srpska Autonomna Oblast Istočna Slavonija, Baranja i Zapadni Srem. Područje pod kontrolom ove oblasti bilo je izloženo nasilnoj politici etničkog čišćenja pri kojoj je protjeran najveći dio hrvatskog i veliki dio ostalog nesrpskog stanovništva dok se oblast priključila samoproglašenoj i nepriznatoj Republici Srpskoj Krajini kao geografski odvojena od ostatka toga entiteta. Nakon što su hrvatske snage 1995. postigle vojnu pobjedu nad Krajinom područje hrvatskog Podunavlja jedino je ostalo pod kontrolom pobunjenih Srba. Za razliku od glavnine Krajine, međunarodna zajednica pod vodstvom Sjedinjenih Američkih Država snažno se usprotivila vojnomu rješenju u Podunavlju inzistirajući na reintegraciji temeljenoj na očuvanju višenarodnoga karaktera toga područja. Za razliku od Krajine, očekivalo se kako bi se tadašnja Savezna Republika Jugoslavija izravno uključila u sukob u Podunavlju što bi dovelo do teških humanitarnih posljedica i velikoga broja žrtava na obje strane. Ukupna situacija dovela je 12. studenog 1995. sve strane do prihvaćanja Temeljnog sporazuma o Istočnoj Slavoniji, Baranji i Zapadnom Srijemu poznatijeg kao Erdutski sporazum. Među odredbama sporazuma uvršteno je i izričito pravo srpske zajednice u Podunavlju da „imenuje zajedničko vijeće općina”.
U to su vrijeme mjesni srpski predstavnici kroz pregovore zagovarali dodatna jamstva za srpsku zajednicu uključujući i šira autonomna ovlaštenja ili osnutak nove županije u hrvatskom Podunavlju što je u značajnoj mjeri nadilazilo dogovorene odredbe Erdutskog sporazuma. U siječnju 1997. godine proširena sjednica oblasnog izvršnog veća odgovorila je na hrvatsko Pismo namjere tako da je zatražila stvaranje nove većinski srpske županije i demilitarizaciju područja. Vojislav Stanimirović je medijima u Beogradu iznio strahovanje kako hrvatske vlasti pokušavaju oslabiti srpsku zajednicu time što je dijele na dvije županije pa je nezadovoljstvo ovom podjelom dovelo i do prosvjeda uključujući one 11. veljače 1997. na kojima se u Vukovaru okupilo oko 12 000 ljudi. Oblasna skupština je 5. ožujka 1997. godine (nešto više od mjesec dana prije lokalnih izbora 1997. u kojima je i odaziv srpske zajednice ipak bio uspješan) sazvala i referendum o teritorijalnoj cjelovitosti oblasti čije rezultate nisu prihvatili niti službenici UNTAES-a niti hrvatske vlasti. Kasnije se Vojislav Stanimirović sastao s hrvatskim predsjednikom Franjom Tuđmanom prigodom kojega je izjavio da bi „najbolja opcija bila srpska županija, ali ako ni Hrvatska ni međunarodna zajednica to nisu spremne prihvatiti, onda je formiranje vijeća srpskih općina kao što je planirano u Erdutskom sporazumu druga najbolja opcija.”

### Nastanak i službene isprave
Plenarna sjednica Venecijanske komisije održana 20. i 21. lipnja 1997. godine usvojila je Memorandum o reviziji hrvatskog Ustavnog zakona o ljudskim pravima i pravima nacionalnih manjina u kojem je preporučeno „uključivanje elemenata 'Pisma namjere Vlade Republike Hrvatske o mirnoj reintegraciji područja pod prijelaznom upravom' u revidirani ustavni zakon”. Komisija je iznijela mišljenje kako bi revidirani Ustavni zakon o pravima nacionalnih manjina trebao: „utvrditi okvir za djelovanje i nadležnost "Zajedničkog vijeća općina" i "Vijeća srpske etničke zajednice", sukladno načelima utvrđenima u Europskoj povelji o lokalnoj samoupravi, Okvirnoj konvenciji za zaštitu nacionalnih manjina i Preporuci 1201 (1993.) Parlamentarne skupštine Vijeća Europe.” Još prije usvajanja preporuke došlo je do saborske odluke o obustavi primjene značajnog dijela tadašnjeg Ustavnog zakona o ljudskim pravima i pravima nacionalnih manjina, primarno u dijelu koji se odnosio na službeni ustroj i ovlasti Autonomnih kotara Knin i Glina. Uzimajući u obzir novonastalu situaciju i činjenicu da se tada važeći zakon u velikom dijelu nije primjenjivao i Vlada Republike Hrvatske i Venecijanska komisija podržale su ideju donošenja novoga ustavnog zakona, pri čemu je komisija preporučila da „Prava nacionalnih manjina stečena međunarodnim sporazumima prije stupanja na snagu novog ustavnog zakona ne smiju biti ograničena ili promijenjena novim Ustavnim zakonom”.
ZVO je kao udruga nastao na osnovu međunarodnog pravnog akta Erdutskoga sporazuma na temelju kojeg je završen Domovinski rat i započeo proces mirne reintegracije na prostoru istočne Slavonije, Baranje i zapadnog Srijema i odluke Vlade Republike Hrvatske od 15. listopada 1997. godine. Svoja prava ZVO crpi iz pisma Vlade RH po završetku mirne reintegracije u hrvatskom Podunavlju od 13. siječnja 1997. godine. 15. srpnja 1997. u Zračnoj luci Osijek osnivački statut organizacije je sa hrvatske strane potpisao Jure Radić, a u ime srpske zajednice Miloš Vojnović uz prisutnost šefa prijelazne uprave UNTAES-a Jacquesa Paula Kleina. Početkom kolovoza predsjednik Odbora za građanske, ljudska i manjinska prava ZVO-a, Branko Jurišić, žalio se predstavnicima Promatračke misije Europske unije kako vijeće ni dalje ipak nije bilo službeno registrirano u Zagrebu, iako je započelo obavljati većinu svojih zadataka na terenu. Ova situacija potrajala je do završetka misije UNTAES-a 1998. godine.
Vlada Republike Hrvatske na sjednici održanoj 15. listopada 1998. godine donijela je Odluku kojom Vlada Republike Hrvatske potvrđuje da su predstavnici Vlade Republike Hrvatske, srpske etničke zajednice i UNTAES-a kao svjedoka osnovali Zajedničko vijeće općina istočne Slavonije, Baranje i zapadnog Srijema kao dijelova Osječko-baranjske i Vukovarsko-srijemske županije. Hrvatska strana zatražila je da se dio Erdutskog sporazuma koji se odnosi na pravo srpske zajednice na osnutak vijeća općina izričito primijeni i ograniči samo na području hrvatskog Podunavlja gdje je srpska strana prihvatila mirnu reintegraciju na što je srpska strana u Podunavlju pristala.
Iako službeno osnovano, pravni status vijeća nije odgovarao niti jednoj formi koju je tada prepoznavala hrvatska pravna klasifikacija te je od 1997. do formalnog upisa registracije 1999. godine održan niz sastanaka s predstavnicima državnih institucija u kojima se razgovaralo o odgovarajućem formatu registracije novoga tijela. U tim su razgovorima predstavnici ZVO-a inzistirali da pri registraciji ovo tijelo treba upravo zbog ovih specifičnosti imati i status manjinske organizacije sui generis i svojstvo javno-pravne osobe što je zahtjev koji je kao opravdan podržao ministar uprave Davorin Mlakar dok mu se protivila ministrica Ljerka Mintas-Hodak. Izostanak brzog dogovora o načinu pravne registracije sprječavao je u to vrijeme ZVO u sudjelovanju u određenim oblicima službene komunikacije i korištenju izravnih proračunskih sredstava što je otežavalo rad i navodilo na postizanje privremenog rješenja do donošenja novog ustavnog zakona. Kao prijelazno rješenje predstavnici ZVO-a prihvatili su registraciju tijela temeljem Odluke o osnivanju koji je vlada donijela na inzistiranje Venecijanske komisije. Ipak, tijelo je, a posebice prvi predsjednik Miloš Vojnović, nastavilo iznistirati da ga se treba izričito unijeti i definirati okvir djelovanja i u novom Ustavnom zakonu o pravima nacionalnih manjina, smatrajući taj zahtjev odštetnom nadoknadom za ranije ukinuto pravo srpske zajednice na osnivanje autonomnih kotara Glina i Knin (pravo stečeno kako bi se osiguralo međunarodno priznanje Hrvatske).

#### Kontroverza oko prijedloga promjene ustavnog zakona 2010. godine
2010. godine na dvevnom se redu Sabora našao i prijedlog izmjena Ustavnog zakona o pravima nacionalnih manjina koji je usvojen 2003. godine. Kako se radilo o jednom od tri ustavna zakona (uz zakone o provedbi Ustava i zakona u Ustavnom sudu) u saboru je za izjene bila potrebna dvotrećinska većina, odnosno glasovi i vladajućih i opozicije. Prijedlog koji je u Sabor poslala vlada Jadranke Kosor sadržavao je i sljedeću izričitu odredbu:
Ovaj prijedlog vlade desnog centra izazvao je ostrašćenu raspravu u saboru, pri čemu je primarna kritika prijedloga stizala od liberalne Hrvatske narodne stranke te ju je podržavala i ljevica. Protivnici su tvrdili da bi ovaj prijedlog stvorio vrstu lokalne teritorijalne upravne jedinice koja nema pandana u ostatku zemlje. Milorad Pupovac, zastupnik srpske nacionalne manjine, osudio je zastupnike koji su bili spremni priznati potpunu neovisnost Kosova, dok su se apriori protivili priznati i ono što je preostalo od samouprave srpske zajednice. Predsjednik SDSS-a, Vojislav Stanimirović, osudio je nastup zastupnice Vesne Pusić (tadašnje predsjednice Nacionalnog odbora za praćenje pristupnih pregovora s EU). Na izvanrednom sastanku Zajedničkog vijeća općina idućeg dana, tadašnji predsjednik Dragan Crnogorac osudio je izjave zastupnice Pusić, Ingrid Antičević-Marinović, Josipa Leku i Zorana Vinkovića podvlačeći kako „Mi nismo autonomisti ili separatisti, mi smo zakonito izabrani predstavnici lokalne samouprave i članovi Vijeća”. Pusić je kasnije pojasnila svoj stav u razgovoru za tjednik Novosti, gdje je istakla kako vjeruje da Vijeće svakako treba postojati, ali da tomu tijelu ne treba ustavna razina zaštite.

### Djelovanje po ulasku Hrvatske u EU
Na Trećoj velikoj skupštini Srpskog narodnog vijeća, održanoj u Koncertnoj dvorani Vatroslava Lisinskog u veljači 2018. godine, uz prisustvovanje predsjednice Hrvatske Kolinde Grabar-Kitarović i predsjednika Srbije Aleksandra Vučića, usvojena je izjava se zahtjevom da "institucijama srpske zajednice, a posebno Srpskom narodnom vijeću i Zajedničkom vijeću općina, bude dodijeljen status manjinskih samouprava". Predsjednica Grabar-Kitarović naknadno je istakla kako „U Republici Hrvatskoj, kao demokratskoj državi, svatko ima pravo postaviti zahtjev za ispunjenjem prava koja smatra važnima, tako i Srpsko narodno vijeće, a isto tako svatko ih ima pravo podržavati ili ne podržavati. U mjeri u kojoj bi ispunjenje tih zahtjeva pretpostavljalo izmjene zakona ili donošenje novih za to su nadležni Vlada Republike Hrvatske i mjerodavna tijela Hrvatskog sabora, odnosno Hrvatski sabor”.

## Uprava
Zajedničko vijeće općina čini Skupština, sastavljena od vijećnika iz redova srpske etničke zajednice, koji su izabrani na izborima za tijela jedinica lokalne uprave i samouprave na području ove dvije najistočnije županije, u skladu sa Statutom ZVO–a. U današnjem mandatu Skupština broji 28 vijećnika. Skupština je najviše tijelo ZVO–a koja, između ostalog bira predsjednika koji svoju dužnost obavlja profesionalno. Automatizmom dožupani ove dvije županije iz redova srpske etničke zajednice su i potpredsjednici ZVO–a.
Članovi ZVO su općine Trpinja, Markušica, Erdut, Borovo, Negoslavci, Šodolovci, Jagodnjak i gradovi Vukovar i Beli Manastir.

### Predsjednici
| po redu | mandat        | predsjednik      | stranka | stranka |
| ------- | ------------- | ---------------- | ------- | ------- |
| 5.      | 2021. –       | Dejan Drakulić   |         | SDSS    |
| 4.      | 2017. – 2021. | Srđan Jeremić    |         | SDSS    |
| 3.      | 2005. – 2017. | Dragan Crnogorac |         | SDSS    |
| 2.      | 2001. – 2005. | Jovan Ajduković  |         | SDSS    |
| 1.      | 1997. – 2001. | Miloš Vojnović   |         | SDSS    |

## Simboli
Kao središnje tijelo srpske kulturne samouprave u istočnoj Hrvatskoj Zajedničko vijeće općina definiralo je službene nacionalne i kulturne simbole koje zajednica koristi u istočnoj Hrvatskoj na zakonom predviđen način. Odluka o zastavi, grbu i himni Srba u istočnoj Hrvatskoj donesena je 14. studenog 1997. godine. Zastava definirana statutom Zajedničkog vijeća općina identična je zastavi srpske nacionalne manjine u Republici Hrvatskoj koju je nekoliko godina poslije ZVO-a na razini cijele zemlje definiralo Srpsko narodno vijeće 9. travnja 2005. godine. Kao takva, zastava se koristi u cijeloj Hrvatskoj u različitim manjinskim institucijama i svečanostima. Osim zastave, statut ZVO-a definira i uporabu grba srpske nacionalne manjine u Republici Hrvatskoj, koji se temelji na tradicijskom srpskom dvoglavom orlu i srpskom križu na crvenom štitu. Iza štita nalazi se plašt čija je unutarnja strana tamnoplava s obrubom u starom zlatu i s mitrom na vrhu. Kako Srpsko narodno vijeće sve do danas (2023. godine) nije odredio izgled grba, grb srpske nacionalne manjine koristi se isključivo u istočnoj Hrvatskoj. Statutom Zajedničkog vijeća općina utvrđena je svečana pjesma „Bože pravde” kao himna srpske nacionalne manjine. Dok većina manjinskih zajednica u Hrvatskoj koristi simbole svojih matičnih zemalja, to nije slučaj i sa Srbima u istočnoj Hrvatskoj jer su svoje simbole prihvatili još 1997. godine za vrijeme postojanja Savezne Republike Jugoslavije, a današnji simboli Republike Srbije u svom sadašnjem obliku prihvaćeni su tek 2006. godine.

## Djelatnosti
ZVO je savjetodavno tijelo koje prati i analizira ukupnu problematiku provođenja obrazovne i kulturne autonomije, te štiti ljudska, građanska i manjinska prava srpske etničke zajednice u skladu s Ustavom Republike Hrvatske, pozitivnim zakonskim propisima, te međunarodno priznatim i pravno relevantnim sporazumima kojima se utvrđuje i pravno regulira status i položaj srpske zajednice u istočnome dijelu Hrvatske.

### Kultura
ZVO-a organizira tradicijske kulturne manifestacije:
- "Selu u pohode"
- "Međunarodni festival dečijeg folklora"
- "Horsko duhovno veče"
- "Izložba likovnog stvaralaštva"

### Šport
U organizaciji ZVO održavaju se Nogometna liga veterana ZVO-a, koja okuplja veterane deset nogometnih klubova, Šahovska liga ZVO-a i liga u gađanju glinenih golubova.

### Izdavaštvo i mediji
ZVO izdaje mjesečnik Izvor. U suradnji s Radio-televizijom Vojvodine, na frekvencijama RTV-a se dva puta mjesečno emitira Hronika Slavonije, Baranje i zapadnog Srema, televizijska emisija na srpskome jeziku i ćiriličnom pismu, namijenjena srpskoj etničkoj zajednici u Republici Hrvatskoj. Mrežni portal srbi.hr otvoren je u travnju 2018. godine.

## Vanjske poveznice
- Službena stranica
- TV produkcija ZVO-a  Arhivirana inačica izvorne stranice od 3. veljače 2011. (Wayback Machine)